# Konrad Bajer
Konrad Bajer (ur. 13 października 1956, zm. 29 sierpnia 2014 w Warszawie) – polski fizyk, specjalista w zakresie mechaniki ośrodków ciągłych, doktor habilitowany nauk fizycznych, pracownik naukowy Uniwersytetu Warszawskiego.

## Życiorys
Studiował na Wydziale Fizyki Uniwersytetu Warszawskiego, w 1980 obronił pracę magisterską dotyczącą ścisłych rozwiązań równań Alberta Einsteina. Następnie rozpoczął pracę w Instytucie Geofizyki UW, którego dyrektorem był Krzysztof Haman. Od 1982 przez sześć lat przebywał w Trinity College w Cambridge, gdzie prowadził prace naukowe pod kierunkiem George'a Batchelora i Keitha Moffatta. Ich owocem była praca doktorska oraz opracowania dotyczące magnetohydrodynamiki i podstaw fizyki płynów. Po powrocie do kraju zaangażował się w projekty dotyczące procesu turbulencji w górnych warstwach atmosfery, został wybrany do Rady Międzynarodowej Unii Mechaniki Teoretycznej i Stosowanej. W roku 2005 uzyskał habilitację na podstawie pracy pt. Wpływ wirów na procesy transportu.
W 2011 zainicjował i przewodniczył organizacji 13. Europejskiej Konferencji Turbulencyjnej. Stworzył międzyuczelniane seminarium dotyczące procesów spalania i zgazowania biomasy, należał do grupy inicjatywnej organizacji Centrum Nauki Kopernik, a po jego powstaniu zasiadał w jego Radzie Programowej. Pasjonował się prowadzeniem wykładów popularnonaukowych, wielokrotnie występował w mediach przybliżając wiedzę z zakresy fizyki osobom spoza środowiska naukowego.
Zmarł w Warszawie, spoczywa na cmentarzu parafialnym w Pyrach.

## Wybrane publikacje[3]

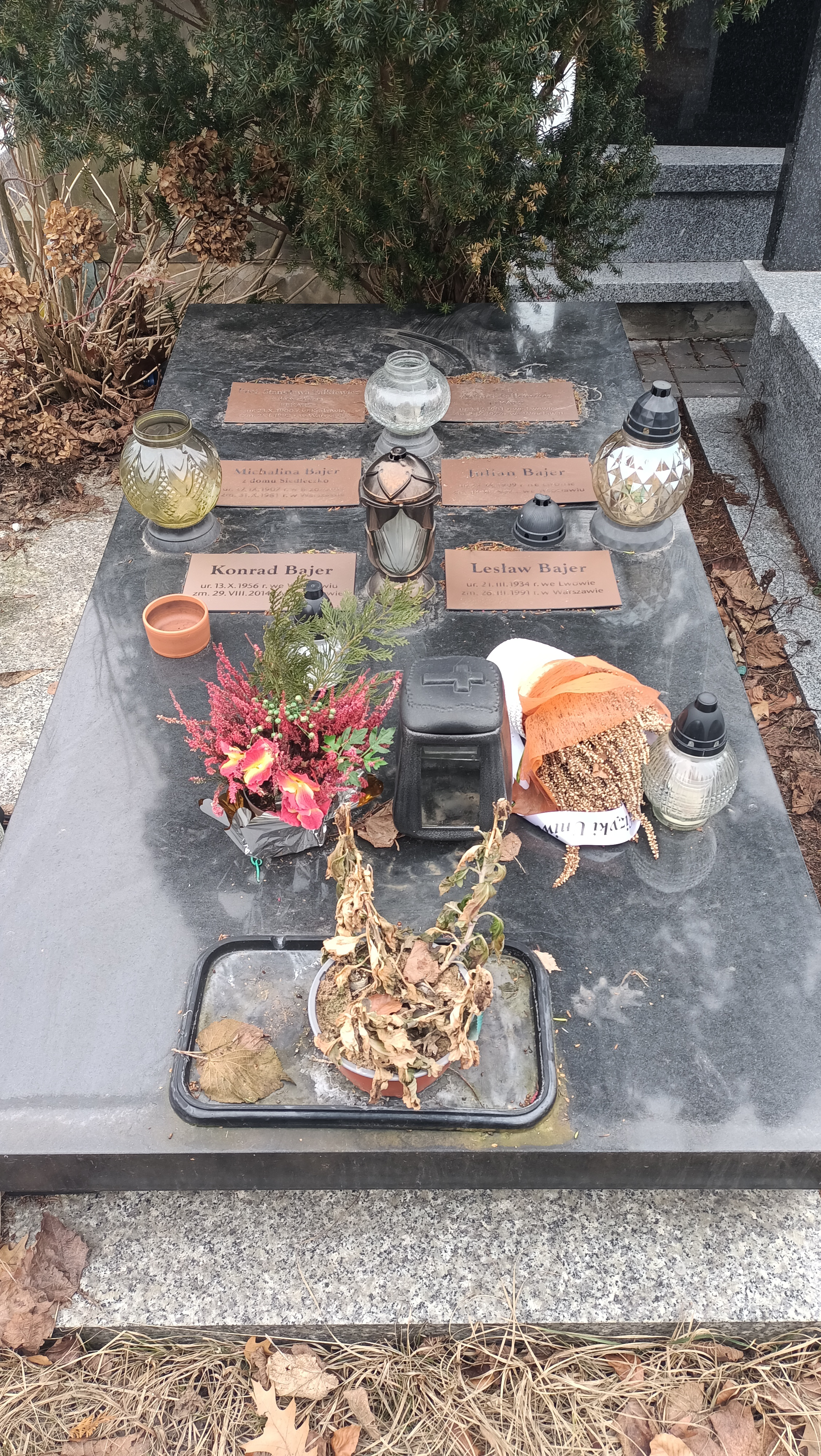
Grób Konrada Bajera na cmentarzu w Pyrach

- K. Kwiatkowski, J. Krzysztoforski, K. Bajer, M. Dudyński, „Bioenergy from feathers gasification - Efficiency and performance analysis”, Biomass & Bioenergy, 2013, 59, 402–411;
- K. Kwiatkowski, K. Bajer, M. Dudyński, „Combustion of Low-Calorific Waste Biomass Syngas”, Flow Turbulence and Combustion, 2013, 749–772;
- K. Bajer, K. Mizerski, „Elliptical Flow Instability in a Conducting Fluid Triggered by an External Magnetic Field”, Physical Review Letters, 2013, 110;
- K. Bajer, K. Moffatt, „Magnetic relaxation, current sheets, and structure formation in an extremely tenuous fluid medium”, Astrophysical Journal, 2013, 779, 169;
- E. Kwiatkowski, B. Górecki, J. Korotko, W. Gryglas, M. Dudyński, K. Bajer, „Numerical modeling of biomass pyrolysis - Heat and mass transport models”, Numerical Heat Transfer Part A - Applications, 2013, 64, 216–234;
- K. Kwiatkowski, K. Bajer, K. Wędołowski, „Turbulent combustion of Biomass syngas”, Archives of Mechanics, 2012, 64, 511–527;
- M. Dudyński, K. Kwiatkowski, K. Bajer, „From feathers to syngas - Technologies and devices”, Waste Management, 2012, 32, 685–691;
- M. B. Kursa, K. Bajer, T. Lipniacki, „Cascade of vortex loops initiated by a single reconnection of quantum vortices”, Physical Review B, 2011, 83;
- K.A. Mizerski, K. Bajer, „The magnetoelliptic instability of rotating systems”, Journal of Fluid Mechanics, 2009, 632, 401–430;
- K.A. Mizerski, K. Bajer, „On the effect of mantle conductivity on the super-rotating jets near the liquid core surface”, Physics of the Earth and Planetary Interiors ,2007, 160, 245–268;
- K. Bajer, „Abundant singularities”, Fluid Dynamics Research, 2005, 36, 301–317;
- B. Rosa, K. Bajer, K.E. Haman, T. Szoplik, „Theoretical and experimental characterization of the ultrafast aircraft thermometer: Reduction of aerodynamic disturbances and signal processing”, Journal of Atmospheric and Oceanic Technology, 2005, 22, 988–1003;
- K. Bajer, A.P. Bassom, A.D Gilbert, „Vortex motion in a weak background shear flow”, Journal of Fluid Mechanics, 2004, 509, 281–304.